# Solen er så rød
|  | Denne artikel er oprettet af botten PalnaBot ud fra en ekstern database. Den kan derfor have sproglige fejl eller mangler. Denne skabelon kan fjernes efter kontrol af indholdet. |

Solen er så rød er en kortfilm fra 1999 instrueret af Jens Arentzen efter manuskript af Elo Sjøgren, Jens Arentzen.

## Handling
En syv-årig dreng er tilsyneladende på efterårsferie med sin mor. Men det skal vise sig at være alt andet end ferie! Da drengen bliver ladt alene, bliver det begyndelsen til en uhyggelig afsløring af en familietragedie, som river drengen brutalt ud af den tryghed, som moderen har indsvøbt ham i.